# Myrmecophilus gracilipes
Myrmecophilus gracilipes is een rechtvleugelig insect uit de familie mierenkrekels (Myrmecophilidae). De wetenschappelijke naam van deze soort is voor het eerst geldig gepubliceerd in 1924 door Chopard.